# Väikene Mustjärv
Väikene Mustjärv (est. Mudajärv) – jezioro w Estonii, w prowincji Valgamaa, w gminie Karula. Położone jest na południe od wsi Lusti. Ma powierzchnię 0,4 ha linię brzegową o długości 236 m. Sąsiaduje z jeziorami Kaadsi Mustjärv, Ojajärv, Karula Savijärv, Kallõtõ, Kaadsijärv, Õdri. Położone jest na terenie Parku Narodowego Karula.